# Onthophagus reticollis
Onthophagus reticollis là một loài bọ cánh cứng trong họ Bọ hung (Scarabaeidae).